# ستيف شوه
ستيف شوه (بالإنجليزية: Steve Schuh)‏ هو سياسي أمريكي، ولد في 25 يوليو 1960 في بالتيمور في الولايات المتحدة. حزبياً، نشط في الحزب الجمهوري. وقد انتخب عضو مجلس النواب لولاية ماريلند.

## وصلات خارجية
- الموقع الرسمي